# Cây sồi Nữ vương Elizabeth, Công viên Greenwich
Cây sồi của Nữ hoàng Elizabeth là một cây sồi già ở Công viên Greenwich, London. Được gieo hạt vào thế kỷ thứ 12, cây từng là một phần trong khuôn viên của Cung điện Placentia, nơi sinh sống của triều đại Tudor. Henry VIII được cho là từng nhảy xung quanh gốc cây với Anne Boleyn. Elizabeth I, con gái của họ, người mà sau này cái tên của bà được đặt cho cây, đã từng dã ngoại bên dưới tán cây, hoặc một cái lỗ bên trong hốc cây. Khi khuôn viên cung điện trở thành Công viên Greenwich, hốc cây biến thành nhà tù cho tội phạm bị bắt trong khuôn viên. Sồi Nữ hoàng Elizabeth chết vào thế kỷ 19, nhưng một phần của nó vẫn còn đứng đó, xung quanh là những cây thường xuân. Nó đổ trong một cơn bão vào tháng 6 năm 1991 và nằm lại ở đó, được bảo vệ bởi một hàng rào và được đánh dấu bằng một tấm bảng.

## Kết nối với gia đình hoàng gia
Cây sồi được cho là có từ thế kỷ thứ 12 và được đưa vào khuôn viên của Cung điện Placentia của hoàng tộc Tudor. Cung điện là nơi Henry VIII (1491) cũng như hai cô con gái Mary (1516) và Elizabeth (1533) chào đời. Cung điện là một trong những địa điểm yêu thích của Henry. Ông đã dành nhiều thời gian ở đó và được cho là đã nhảy xung quanh gốc cây với Anne Boleyn, mẹ của Elizabeth. Elizabeth cùng dành một phần thời thơ ấu của mình tại cung điện này và có thể là đã dã ngoại dưới gốc cây sồi già, hoặc theo vài ghi chép thì là trong thân cây rỗng của nó.

## Nhà tù
Cung điện sau đó đã bị bỏ hoang và trở thành địa điểm của Bệnh viện Hải quân Greenwich và Đại học Hải quân Vương thất, một phần nơi này sau đó được dùng làm Công viên Greenwich. Theo sau đó là một nhà nghỉ của người giữ công viên vào thế kỷ 17 và bị phá hủy vào năm 1853. Hốc cây được sử dụng làm nhà tù cho những tên tội phạm bị bắt trong công viên. Họ bị nhốt đằng sau cánh cửa gỗ nặng nề che kín chiếc lỗ có đường kính 6 foot (1,8 m) trong thân cây.

## Cái chết và kỷ niệm
Cây sồi của Nữ vương Elizabeth chết vào những năm 1870. Nó bị bỏ lại như cây gỗ chết, tuy một phần được hỗ trợ bởi sự phát triển mạnh mẽ của loài thường xuân. Xác cây còn sót lại cao 20 foot (6,1 m) tính từ gốc (năm 1979). Nó sau đó ngã đổ trong một cơn bão vào tháng 6 năm 1991. Phần còn lại của nó hiện vẫn còn nằm trên mặt đất. Một cây sồi khác thay thế, do Hội lịch sử Greenwich tặng, đã được Vương phu Philip, Công tước xứ Edinburgh trồng vào ngày 3 tháng 12 năm 1992 để đánh dấu lễ kỷ niệm 40 năm trị vì của Elizabeth II. Địa điểm được đánh dấu bằng một tấm bảng và cả cây ngã. Cả cây cũ và cây mới trồng đều có hàng rào bằng kim loại bảo vệ.